# マシー (ソーヌ＝エ＝ロワール県)
マシーまたはマッシー (Massy) は、フランス、ブルゴーニュ＝フランシュ＝コンテ地域圏のソーヌ＝エ＝ロワール県に属するコミューン。クリュニーの北西約8キロメートルに位置する、人口60人ほどの村である。
村にはロマネスクの小さな教会堂がある（後述、サン＝ドニ教会堂）。

## サン＝ドニ教会堂

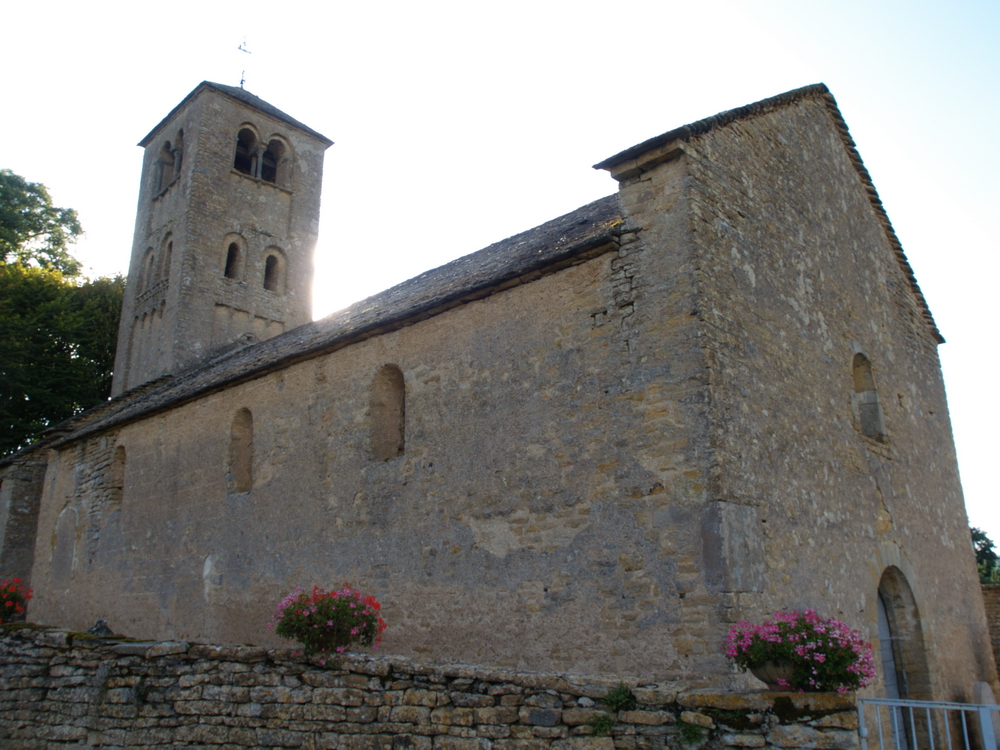
サン＝ドニ教会堂

村に建つサン＝ドニ教会堂の起源は、少なくとも西暦960年以前にさかのぼる。それ以前からこの地に存在したサン＝マルタンに捧げられた礼拝堂を、960年にマコン司教がクリュニー修道院に譲渡したという記録が残されており、これが本項のサン＝ドニ教会堂の前身と考えられている。現存する教会堂の建設時期は11世紀前半または12世紀前半という2つの説がある。公式には11世紀前半とされている。
正面を西にもつ単身廊の建築で、鐘楼を除けばほとんど装飾は無いと言ってよい。その鐘楼は教会堂の上部、後陣近くに建ち、ロンバルディア帯といった装飾が見られる。1991年には「歴史的記念建造物」に指定された。
2010年、現地当局および文化財保護団体の依頼によるこの教会堂の調査・測量は日本の調査隊が担当した。

## 人口
人口の推移を下表に示す（抜粋）。

## 関連文献
- 小嶋千賀子; 西田雅嗣; SUZUKIIchiro; SATOKeiko; YANOShinji「9017 ブルゴーニュ・ロマネスクの鐘塔に関して : マズィーユ,ラ・ヴィニューズ,マッシーを例に(建築史・建築意匠・建築論)」『日本建築学会近畿支部研究報告集. 計画系』、一般社団法人日本建築学会、773-776頁、2012年。ISSN 13456652。